# Virgen del Valle (Venezuela)

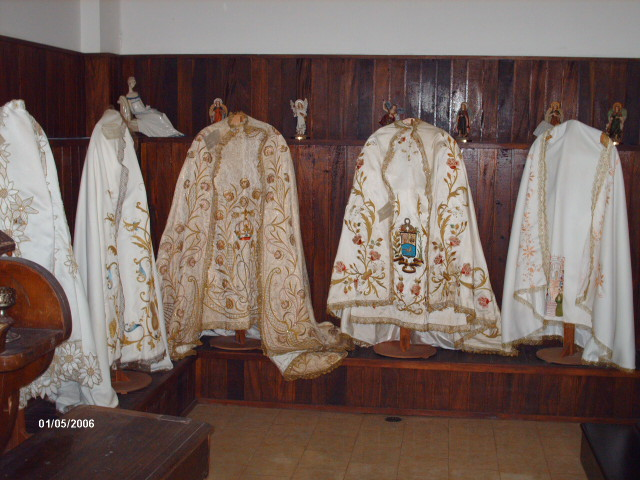
Trajes usados por la imagen de la Virgen del Valle ubicada en la basílica del Valle, Nueva Esparta, Venezuela.

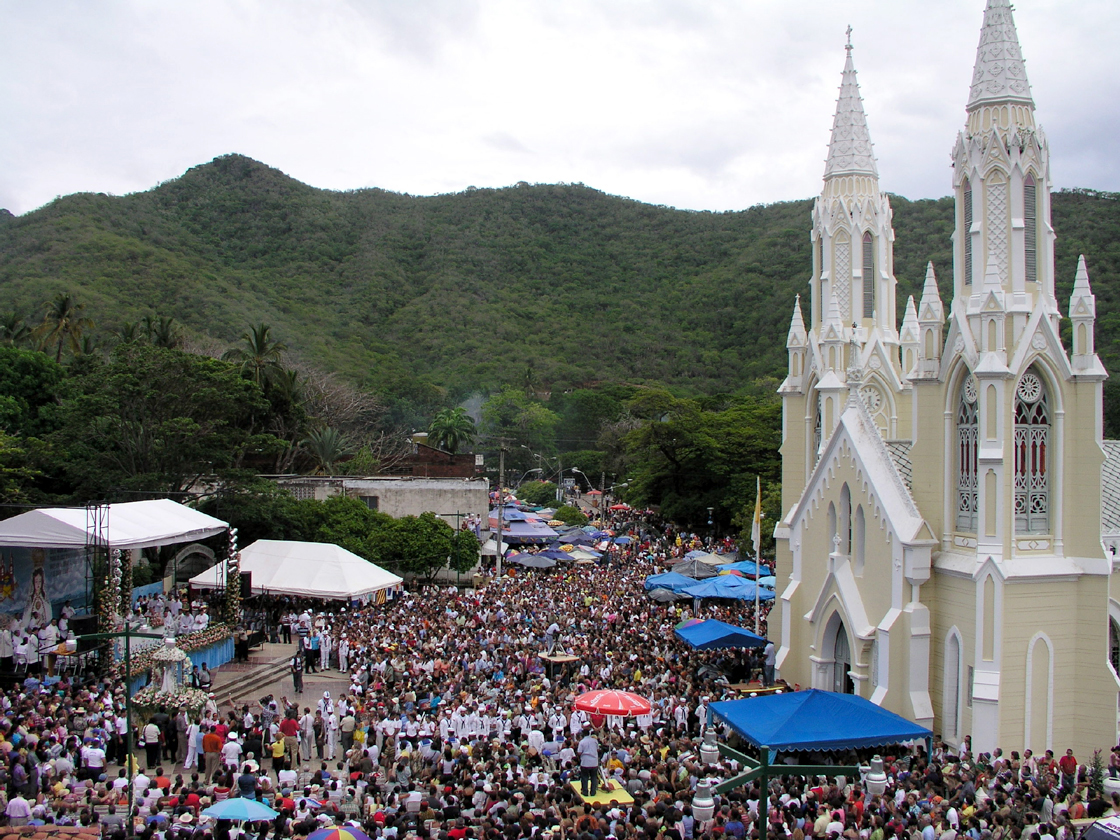
Festividad celebrada el 8 de septiembre en la Basílica Menor de Nuestra Señora del Valle

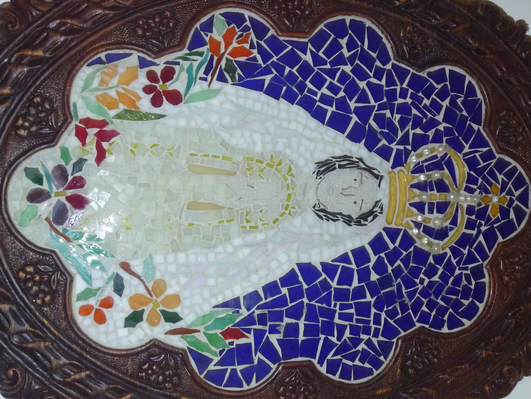
Mural de la Virgen del Valle en la basílica del Valle, Nueva Esparta, Venezuela.

La Virgen del Valle, conocida también como Nuestra Señora del Valle del Espíritu Santo, es una advocación de la Virgen María originada en el Estado de Nueva Esparta, Venezuela. Se la venera en los Estados de Sucre, Anzoátegui, Nueva Esparta, Monagas, Delta Amacuro, parte de Bolívar, y en la ciudad de Zaraza en el Estado Guárico. Es patrona del Oriente venezolano; así como de los pescadores y de la Armada Bolivariana (FANB). El 15 de agosto de 1910 el Pío X, concede la Coronación canónica para Nuestra Señora del Valle según Decreto de la Sagrada Congregación Romana. Pero no es hasta el 8 de septiembre de 1911 que el Obispo Antonio María Durán (diócesis de Santo Tomás de Guayana) realizara la Coronación de la Virgen, por lo que es ese día que se toma para la celebración de su día.
Algunos de los títulos que recibe la Virgen del Valle son: Virgen Milagrosa, Madre de los pescadores, Patrona de los marineros, Protectora de los Neoespartanos. Virgen Bonita, Niña del Valle y Reina de Oriente.

## Historia

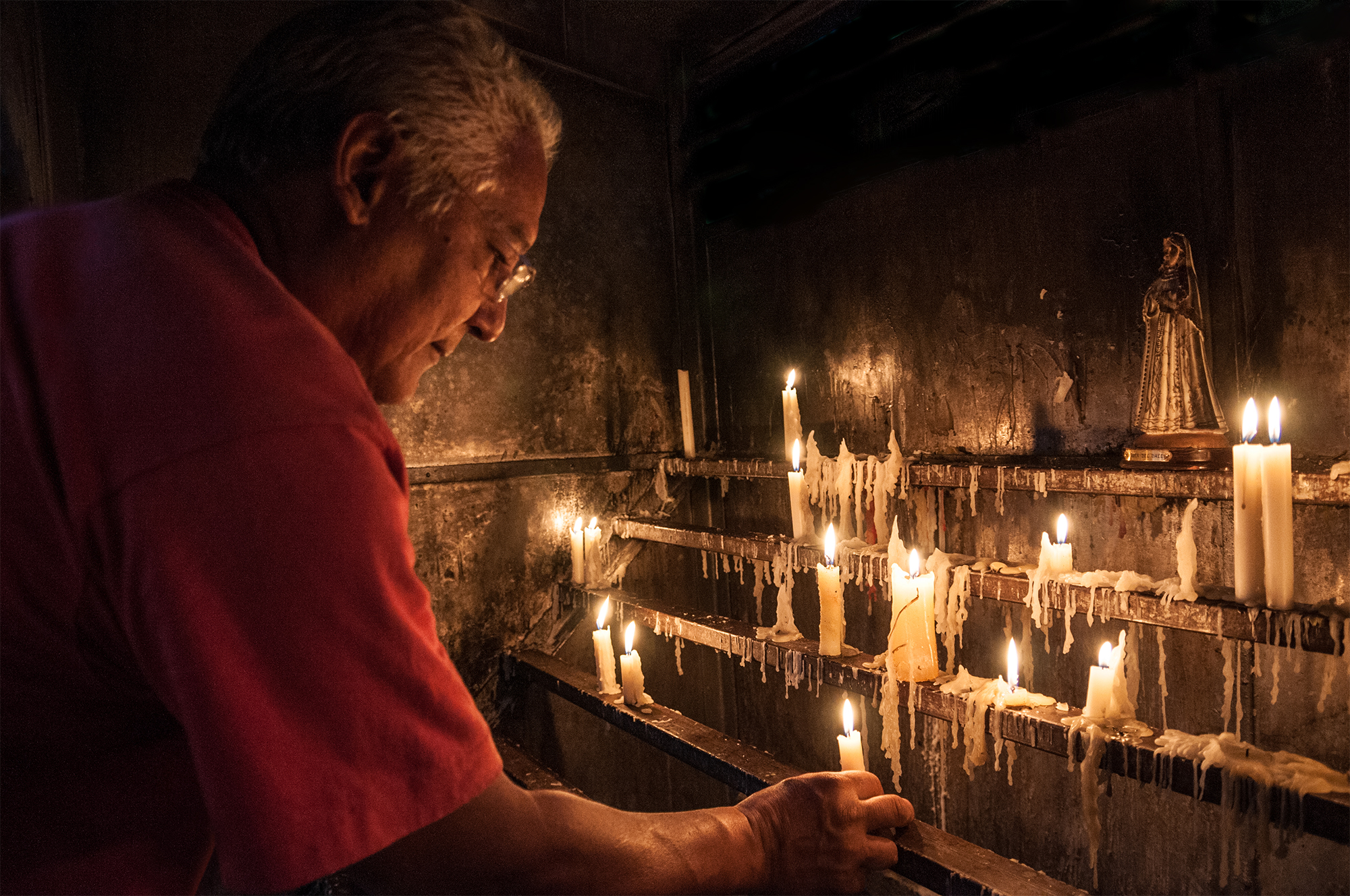
Devoto de la virgen del Valle

Existen varias hipótesis de la llegada de la imagen a tierras americanas así como de su culto Por Referencia de Figueroa“..la imagen de la Virgen llegó al poblado denominado Villa de Santiago de Cubagua, Isla de Cubagua, procedente de España, en 1526. Dos años después, el 13 de septiembre de 1528, este poblado obtuvo el rango de ciudad y se llamó Nueva Cádiz. En aquellos tiempos la isla estaba en su apogeo económico; los españoles que residían allí mandaron a buscar a la Madre patria una imagen que les sirviera de una imagen para fortalecer su devoción espiritual. 
En aquel entonces, había dos iglesias en la Isla de Cubagua y muy probablemente esta imagen fue encargada para la parroquia de Santiago. Inicialmente, la imagen carecía de advocación popular. Luego, los cubagüenses empezaron a llamarla Nuestra Señora de la Concepción. No obstante, la permanencia de la Virgen en la Isla de Cubagua fue corta, pues luego del huracán en diciembre de 1541, que destruyó el emporio perlífero de Cubagua, la Virgen fue trasladada a la Isla de Margarita, “donde fue colocada en una pequeña iglesia de paja y bahareque”. En el suelo margariteño, primero fue llamada Señora de la Tempestad, por haber resistido el huracán de Cubagua. El sacerdote Francisco de Villacorta, conocido en las islas como el máximo protector de los indígenas, trasladó la imagen de la Virgen a Margarita. Por motivaciones patrimoniales y de preservación, Villacorta escondió la imagen en la Cueva de El Piache y encomendó a los Güaiqueríes su resguardo. Sin embargo, en otra versión de los hechos, indica la leyenda de que luego del huracán, según la tradición, la Virgen se habría aparecido a los güaiqueríes en el sitio donde hoy se ubica la basílica, en el Valle del Espíritu Santo. Los misioneros católicos no entraron en disputa con los indígenas acerca de esta tradición que se apartaba de los dogmas católicos establecidos y les hicieron saber que la Virgen era suya; por eso se le empezó a llamar la Virgen de los Güaiqueríes. Tal vez por este motivo, o posiblemente por el hecho de que la Virgen estuvo un tiempo en la custodia de los Güaiqueríes otros historiadores alegan que la aparición y comienzo de la devoción hacia la Virgen del Valle en el oriente venezolano se realizó a través de indígenas Güaiqueríes, y por lo tanto esta Virgen entra en “[…] el grupo de Vírgenes que tienen ascendencia indígena”. Es probable que al inicio del poblamiento del Valle del Espíritu Santo se le llamara “Nuestra Señora de Nueva Cádiz”, antes de otorgarle su advocación definitiva con la cual esta es conocida actualmente: la Virgen del Valle. Cabe la posibilidad y es bastante probable, que la advocación "Valle" se deba a la Patrona de Écija municipio español, puesto que existía gran cantidad de ecijanos repobladores por la zona e implantaron dicha devoción y costumbres en esas zonas.
En marzo de 1555, unos piratas franceses llegaron a Margarita y se apoderaron de la Villa del Espíritu Santo, en la cual hicieron grandes destrozos, robaron cuanto pudieron: ropas de vestir, joyas de oro y plata, los ornamentos del culto, y, no contentos con estos estragos, “se reportó que quemaron las casas y la iglesia principal, y al parecer, se llevaron las tres campanas que tenían. No tocaron la ermita de la Virgen del Valle, la cual, por su pequeñez y, sobre todo, por hallarse a distancia de unos cinco kilómetros de la Villa, no atrajo su atención, salvándose así la imagen de la Virgen de la triste suerte que cupo a todos los objetos de la iglesia parroquial, que fueron robados o destruidos en el fuego. Por las mismas razones, se salvó también la Imagen de los atropellos, robos y saqueos que asolaron la isla, cuando, en 1561, el Tirano Aguirre puso la Villa del Espíritu Santo a fuego y sangre y asesinó a Don Juan de Villandrando, Teniente Gobernador; al Alcalde Manuel Rodríguez, al Alguacil Cosme de León, a Pedro de Cáceres, a Diego Gómez y a su mujer, Ana de Rojas; a Juan de Somorrostro, a una señora Chaves y a los dos Padres Dominicos Fray Francisco de Torresuela y Fray Francisco de Salamanca, quienes, se cree, celebraron misas en el santuario de Nuestra Señora del Valle. Cuando, por los años de 1565 a 1568, la Villa del Espíritu Santo cesó como tal, por haberse pasado sus vecinos a poblarse en la ciudad de Asunción, que vino a suplantar la primera, la Imagen de la Virgen quedó en su pequeña iglesia del Valle y fue, sobre todo entonces, cuando principiaron a darle la designación de Virgen del Valle, lo que para ellos correspondía a decir Imagen de la Virgen que está en el Valle, advocación que llegó a serle peculiar y tan familiar, que, en cierto modo, se integró al lenguaje común del pueblo de toda la isla a medida que esta se fue poblando.

## Festividad
El 8 de septiembre se realiza una procesión de la Virgen por todo el pueblo de El Valle del Espíritu Santo y se oficia una misa concelebrada con la asistencia de los obispos de los Estados del Oriente de Venezuela.

## Milagros por intercesión de la Virgen
Algunos de los milagros hechos por intercesión de la Virgen del Valle son: 
- En el año de 1608[8] se da el primer milagro con testimonio escrito ocurrió  cuando reinando en toda la isla de Margarita una grandísima sequía y esterilidad por no haber caído durante mucho tiempo ni una sola gota de agua, ordenándose rogativas y   procesiones,   llevándose con pompa y solemnidad la Imagen de Nuestra Señora del Valle, entre plegarias y oraciones desde su Santuario (primera vez que salía de allí desde su venida de Cubagua), hasta La Asunción, donde al entrar por la puerta de la muralla que guardaba a  la ciudad,  siempre entre rezos y súplicas de los peregrinos,  “estando hasta entonces el cielo y  el tiempo muy claros y serenos, o sea, despejado,  sin muestras algunas de aguacero,   de súbito y   arrebatadamente principió   a llover copiosamente y  sin discontinuidad durante todo aquel día y  a la noche siguiente”,   reconociendo todos atónitos y   perplejos la portentosa intervención de la Madre de Dios en su gloriosa advocación de la virgen del Valle y haciendo público el milagro que acababan de presenciar.
- El 25 de abril de 1815 Fueron robadas las prendas y la corona, todo de oro, de la Virgen del Valle. El pueblo acusó del pillaje a los soldados de la expedición del pacificador general don Pablo Morillo. Se llevaron las joyas en el navío San Pedro Alcántara. Dice la historia y lo magnifica la leyenda, que el general don Pablo Morillo fue castigado con el incendio y hundimiento del navío San Pedro Alcántara, donde eran llevadas las joyas robadas de la Virgen del Valle. Al tener conocimiento   de  este   desastre, el   pueblo margariteño exclama: “Es un castigo por el sacrilegio; la Virgen es poderosa”

- Durante la guerra de independencia de Venezuela, una bala pegó en el pecho del general Juan Bautista Arismendi, pero la bala no lo penetró, ya que fue detenida milagrosamente por una medalla de la Virgen del Valle que Arismendi llevaba en el bolsillo del uniforme.
- Un pescador de nombre Domingo se sumergió en el mar en busca de perlas.[9] Cuando revisaba el manto de coral, fue embestido por la filosa púa de una manta raya.[9][10] El pescador salió a la superficie y llegó sangrante a la orilla donde fue atendido por los lugareños, quienes, en vano, intentaron parar la infección que había gangrenado la pierna. La pierna se le ulceró hasta la rodilla y solo su amputación podía salvarle la vida.[9] La esposa del pescador oró a la Virgen del Valle; y a los pocos días la pierna del pescador sanó.[9][10] Domingo le prometió a la Virgen la primera perla que obtuviera cuando regresara al mar.[9] Volvió al mismo lugar para extraer la valva de una inmensa ostra que halló sujeta al manto de coral. Al abrirla, encontró una perla con forma de pierna y que mostraba hasta el rastro de la cicatriz. La perla en forma de pierna puede ser admirada en el Museo Diocesano de El Valle del Espíritu Santo.[9][10]

## Devoción internacional
Se dice que donde hay un Margariteño ahí esta la Virgen del Valle, por ser la Devoción Mariana más antigua de Venezuela, sus devotos y fieles se encuentran repartidos por la geografía Venezolana y en el Mundo entero. 
Una antigua imagen se venera en la parroquia Nuestra Señora del Valle de Puerto Sucre, en la ciudad de Cumaná, se destaca por su gran belleza artística y por haber realizado varios milagros, entre ellos resalta el haber emitido lágrimas en una de las festividades en su honor. De la misma manera imágenes de mucha devoción existen en Iglesias de todo el Oriente Venezolano así como la de Lechería (Venezuela), Ciudad Guayana o en la importante Basílica de Santa Teresa, ciudad de Caracas, Venezuela. 
Asimismo, la parroquia Santísima Trinidad y Virgen del Valle, ubicada en Punta de Mata, Monagas, destaca por sus celebraciones cívicas y religiosas en honor a la Virgen del Valle. 
Una réplica de la Virgen del Valle se venera en Tenerife (Islas Canarias, España), concretamente en la Iglesia Nuestra Señora del Campo de la localidad de Fañabé en el municipio de Adeje. Dicha imagen llegó de la mano por un devoto venezolano residente allí.

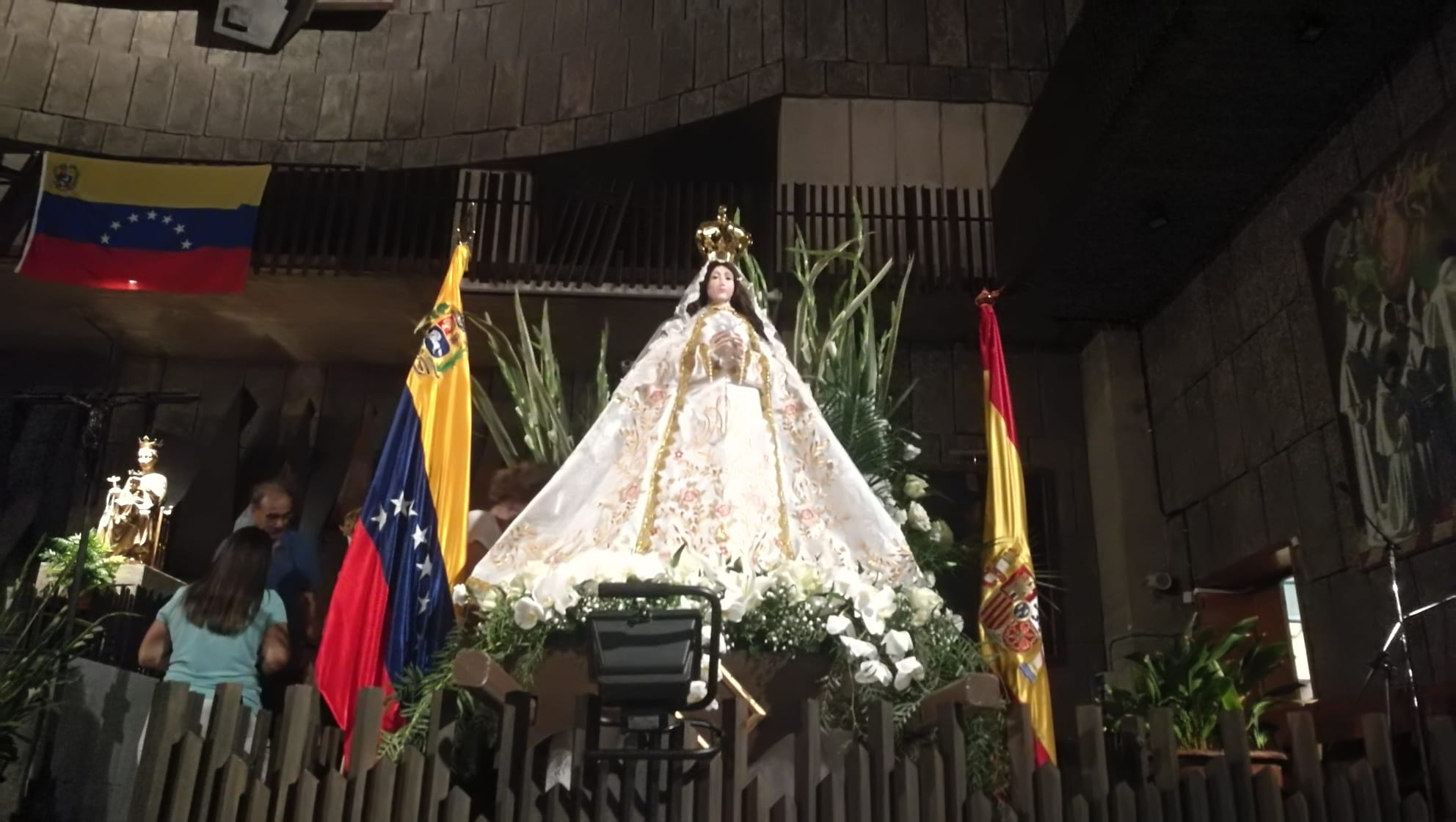
Virgen del Valle de Madrid

- También en Caracas se encuentra "La Parroquia Nuestra Señora del Valle" ubicada en Vista Alegre. La imagen de La Virgen del Valle que se encuentra en éste templo  fue trasladada  a la Parroquia de  Vista Alegre en 1952.

En el estado Carabobo, específicamente en Naguanagua, sector Paramacay, se encuentra una Capilla “Virgen del Valle” que forma parte de la Parroquia Nuestra Señora de Begoña, allí se celebra con mucho entusiasmo la novena y el día de la Santa Patrona cada 8 de septiembre.
Así como también al Sur de la Ciudad de Valencia, en el Sector Los Naranjos se encuentra la Capilla "Virgen Del Valle" que pertenece a la Parroquia San Juan Bosco, dónde con mucho fervor y devoción se celebra la novena y el día de su Patrona, cada 8 de septiembre.
Es tal la devoción que muchas niñas son presentadas con "del Valle" como segundo nombre. mayormente en el Oriente del país.

### Madrid

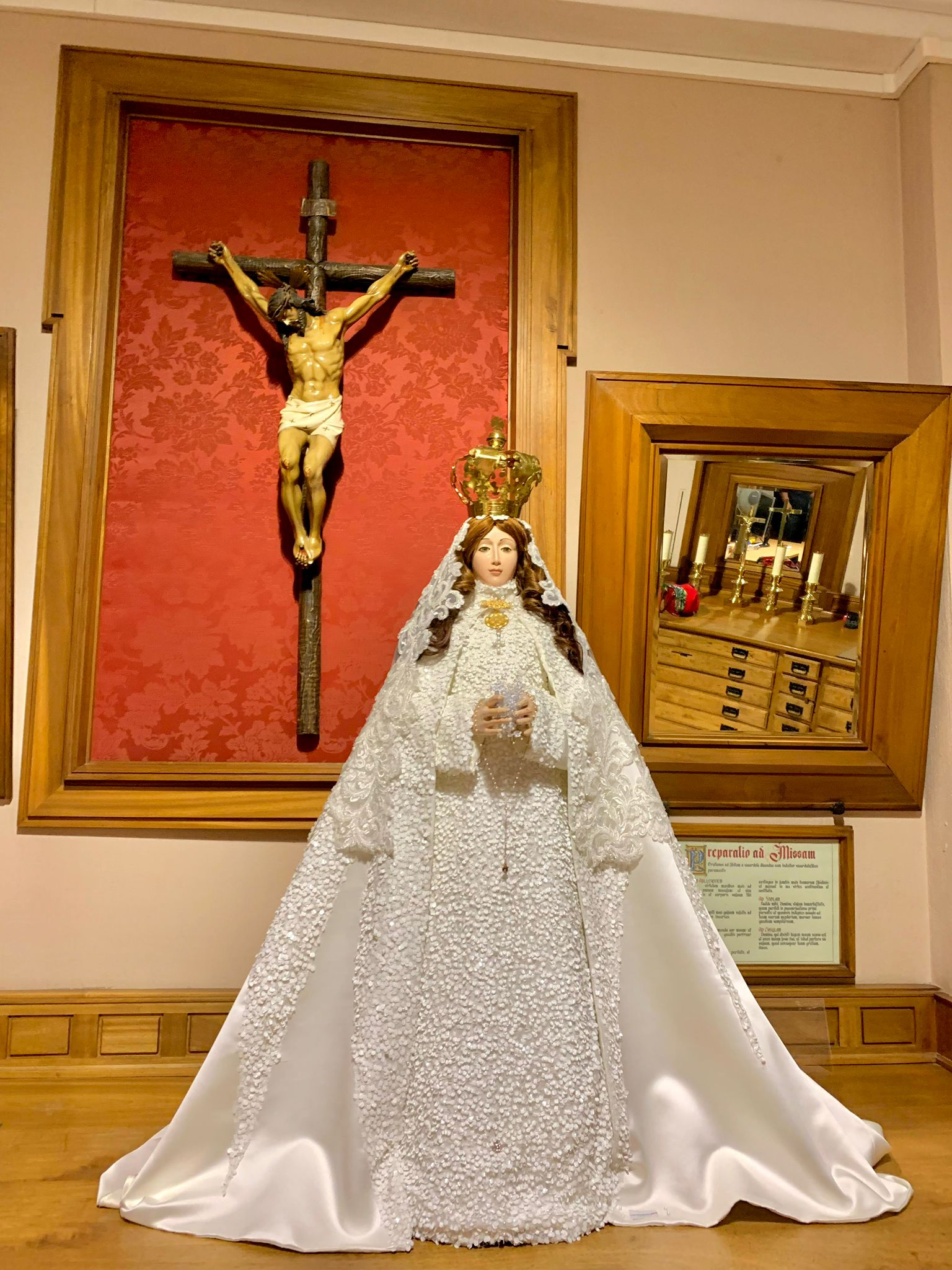
Virgen del valle en 2021.

A raíz de la migración venezolana de principios del siglo XXI, muchos descendientes de españoles nacidos en Venezuela han decidido regresar a España. Esta situación evoca un período anterior, cuando España había acogido a numerosos inmigrantes españoles. Estos retornados han traído consigo tradiciones y culturas venezolanas que han enriquecido el panorama cultural español.
En 2019, un grupo de estos españoles-venezolanos sintió la necesidad de mantener viva una devoción específica. Así, comenzaron a trabajar en la creación de una imagen devocional que se asemejara a una original situada en Venezuela. A través de esfuerzos colectivos y donaciones, lograron encargar la elaboración de la efigie en la reconocida casa religiosa madrileña Santarufina.
En el año siguiente, 2020, el grupo, bajo el liderazgo de Kary Fabiana Prieto y Ricardo Duque, planificó una serie de actividades religiosas utilizando la nueva imagen. No obstante, se encontraron con el desafío sin precedentes de la pandemia de COVID-19. A pesar de las circunstancias, en julio del mismo año, decidieron consolidar sus esfuerzos formando la Asociación Devotos de la Virgen del Valle del Espíritu Santo en Madrid. Esta asociación, que incluye a Aníbal Ramón Gamboa Mata, Jonais del Valle Ferro, Vianca Vanessa Torres Pérez, Ricardo Duque Rippe, entre otros, logró, con determinación, organizar seis misas en honor a la Virgen, logrando una considerable asistencia.
Finalmente, el 28 de enero de 2021, tuvo lugar un evento significativo: la Misa de Bendición y Entronización de la imagen. Esta ceremonia contó con la presencia del Obispo Auxiliar de Madrid, Monseñor Santos Montoya, y otros sacerdotes. Desde entonces, la imagen se encuentra en la Parroquia del Santísimo Cristo de la Victoria, en el Barrio de Guzmán El Bueno en Madrid.

## Cronología de Nuestra Señora del Valle
La cronología de Nuestra Señora del Valle abarca varios siglos, comenzando con su llegada en el siglo XVI. Este registro documenta los principales eventos históricos, eclesiásticos y milagros atribuidos a ella, destacando la evolución de su veneración y su impacto en la comunidad local. La información recopilada incluye fechas clave, hechos significativos y la construcción de estructuras religiosas asociadas a su devoción.
| Año | Día, Mes                      | Acontecimientos |
| --- | ----------------------------- | --- |
| 1498 | 15 de agosto                  | Cristóbal Colón realiza su tercer viaje a América: avista las islas de Margarita, Coche y Cubagua.                            |
| 1518 | Probablemente                 | llegada de la Virgen al Valle de la isla de Margarita.                                                                        |
| 1525-1528 |                               | Unos vecinos de Cubagua construyen una ermita en el Valle del Espíritu Santo de Margarita.                                    |
| 1526 |                               | Se construye en Cubagua la ermita de "Nuestra Señora de La Concepción".                                                       |
| 1528 | 15 de diciembre               | En inventario judicial en Cubagua se acredita a Martin Alonso una imagen de Nuestra Señora y otra a Pedro de Barrionuevo.     |
| 1529 |                               | Llegada de la Virgen a la isla de Cubagua.                                                                                    |
| 1530 |                               | Fecha presumida de la llegada de la imagen de Nuestra Señora del Valle a la isla de Cubagua.                                  |
| 1533 |                               | Llegada de la Virgen a la isla de Margarita.                                                                                  |
| 1542 |                               | Traslado de la imagen de la Virgen desde Nueva Cádiz a la isla de Margarita.                                                  |
| 1555 | Marzo                         | Piratas franceses asaltan la Villa del Espíritu Santo, sin tocar la ermita de la Virgen del Valle.                            |
| 1565-1568 |                               | Los margariteños comienzan a designar a la imagen como Virgen del Valle.                                                      |
| 1575 | 4 de marzo                    | La gobernadora Aldonza Manrique solicita que Margarita sea erigida en Obispado.                                               |
| 1576 |                               | Fray Manuel Mercado y García Fernández de Torrequemada organizan las doctrinas de indios en Margarita.                        |
| 1582 |                               | Restauración de la iglesia del Valle del Espíritu Santo por el padre Alonso de Saavedra Escobar.                              |
| 1585 |                               | Visita del obispo Diego de Salamanca a Margarita.                                                                             |
| 1588 | 9 de octubre                  | El obispo Nicolás de Ramos visita Margarita y mejora las doctrinas de indios.                                                 |
| 1605 |                               | Don Diego García inicia la reconstrucción de la iglesia del Valle de Margarita.                                               |
| 1606 | 17 de enero                   | Nombramiento del padre Francisco de Velasco como capellán del Valle.                                                          |
| 1608 |                               | Primer milagro con testimonio escrito de la Virgen del Valle durante una sequía en Margarita.                                 |
| 1617 | 13 de octubre                 | Visita del padre Pedro Solier al Santuario de la Virgen del Valle.                                                            |
| 1660 |                               | El ingeniero Juan Bettín levanta el plano de la isla de Margarita, señalando la iglesia de la Virgen del Valle.               |
| 1699 | 8 de septiembre               | Solemne bendición del sagrario y las prendas de la Virgen del Valle.                                                          |
| 1733 | 29 de octubre                 | Reedificación de la iglesia por el Padre Phelipe Martínez.                                                                    |
| 1758 | 6 de enero                    | El gobernador Alonso del Río y Castro menciona la necesidad de una iglesia mayor en el Valle.                                 |
| 1767 |                               | El Obispo Mariano Martí ordena reforzar el busto de la Virgen del Valle con una placa de plata.                               |
| 1774 |                               | Celebración del Día de los Guaiqueríes en honor a la Virgen del Valle.                                                        |
| 1815 | Abril                         | Robo de las prendas y la corona de la Virgen del Valle.                                                                       |
| 1816 | 10 de marzo                   | El general Francisco Esteban Gómez ordena el traslado de la imagen de la Virgen a Santa Ana.                                  |
| 1817 | Julio                         | Luisa Carrasco rescata la corona de la Virgen del Valle durante la invasión de Pablo Morillo.                                 |
| 1853 |                               | La imagen de la Virgen estaba vestida con un rico traje, pero sin joyas.                                                      |
| 1884 |                               | Exhibición del exvoto de un racimo de cacao ofrecido por un hacendado.                                                        |
| 1894 | 3 de febrero                  | Inicio de la construcción del actual santuario de la Virgen del Valle.                                                        |
| 1896 |                               | Exhibición de un hueso engastado en oro donado por Eleuterio Bauzza.                                                          |
| 1897 |                               | Levantamiento de los muros de los brazos de la Cruz.                                                                          |
| 1900 | Mayo                          | El presbítero Eduardo de Jesús Vásquez es nombrado cura de la Parroquia del Valle del Espíritu Santo.                         |
| 1901 |                               | Construcción del bautisterio de la iglesia del Valle por el presbítero Eduardo de Jesús Vásquez.                              |
| 1902 | 8 de septiembre               | Construcción del hermoso púlpito de la iglesia del Valle.                                                                     |
| 1903 |                               | Bendición de la pintura del cielo raso de la iglesia del Valle.                                                               |
| 1904 |                               | Conclusión de los trabajos de pintura general de la iglesia y erección de la Basílica Menor.                                  |
| 1905 |                               | Trazado de los planos del coro alto de la iglesia.                                                                            |
| 1906 |                               | Adquisición de candelabros de plata e inicio de trabajos de la nueva sacristía.                                               |
| 1907 | 19 de diciembre               | Robo de la corona de oro de la Virgen del Valle.                                                                              |
| 1909 |                               | Inicio del levantamiento de la torre de la iglesia.                                                                           |
| 1910 | 15 de agosto                  | Concesión de la Canónica Coronación de la Virgen del Valle por el papa Pío X.                                                 |
| 1911 | 8 de septiembre               | Coronación Canónica de la Virgen del Valle.                                                                                   |
| 1913 |                               | Colocación del mosaico y la planta eléctrica del templo.                                                                      |
| 1916 | 7 de septiembre               | Bendición del coro de la iglesia.                                                                                             |
| 1917 | 8 de septiembre               | Fundación de la Sociedad de Nuestra Señora del Valle del Espíritu Santo en Caracas.                                           |
| 1918 |                               | Culminación del nuevo templo de la Virgen del Valle.                                                                          |
| 1920 | 8 de septiembre               | Comienzo de la recolección de firmas para declarar a la Virgen del Valle Patrona Principal de la diócesis de Guayana.         |
| 1921 | 15 de enero                   | Celebración de las fiestas de la Virgen del Valle en Caracas.                                                                 |
| 1922 | 4 de febrero                  | Bendición de la corona robada y restaurada por el orfebre Julio Millán.                                                       |
| 1923 | 5 de mayo                     | Selección de la obra poética de José Sixto Cedeño Serpa como letra del Himno de la Virgen del Valle.                          |
| 1928 | 8 de septiembre               | Presencia del Nuncio Apostólico, Monseñor José María Cento, en la fiesta de la Virgen del Valle.                              |
| 1935 |                               | Agustín González comienza su dedicación como bajador oficial de la imagen de Nuestra Señora del Valle.                        |
| 1939 | 4 de octubre                  | Designación de Crisanto Mata Cova como sacerdote del Valle del Espíritu Santo.                                                |
| 1940 | 19 de febrero                 | Sepultura de Monseñor Eduardo de Jesús Vásquez cerca del altar mayor de la iglesia del Valle.                                 |
| 1948 | 8-12 de agosto                | Gira triunfal de la Virgen del Valle por los pueblos de Margarita para conmemorar los 450 años del descubrimiento de la Isla. |
| 1951 | 21-28 de enero                | Visita de la Virgen del Valle a los principales pueblos de la diócesis de Cumaná.                                             |
| 1952 | 25 de marzo                   | Creación de una nueva parroquia en la urbanización Bella Vista, Caracas.                                                      |
| 1956 | 4-8 de julio                  | Proclamación de la Virgen del Valle como Patrona de la Semana de la Patria en Caracas.                                        |
| 1959 | 28-30 de octubre              | Constitución de la Junta Pro Construcción del templo parroquial de Nuestra Señora del Valle en Caracas.                       |
| 1960 | 2 de agosto                   | Declaración de la iglesia de la Virgen del Valle como Monumento Nacional.                                                     |
| 1961 | 26 de febrero-8 de septiembre | Conmemoración de las Bodas de Oro de la Coronación de Nuestra Señora del Valle.                                               |
| 1965 |                               | Pedro Claver Cedeño comienza su dedicación como bajador oficial de la imagen de Nuestra Señora del Valle.                     |
| 1979 | Abril                         | Robo de la corona de la Virgen del Valle.                                                                                     |
| 1981 | 16 de marzo                   | Designación de la Virgen del Valle como Patrona de la Armada Venezolana.                                                      |
| 1986 | Septiembre                    | Celebración de las Bodas de Diamante de la Virgen del Valle.                                                                  |
| 1989 | 8 de diciembre                | Inauguración del Museo Diocesano Virgen del Valle.                                                                            |
| 1991 |                               | Cecilia Mata Sánchez es nombrada camarera oficial de la Virgen del Valle.                                                     |
| 1995 | Abril-8 de diciembre          | Elevación del templo de la Virgen del Valle a Basílica Menor por el papa Juan Pablo II.                                       |
| 2004 | 4 de octubre                  | Designación de Nuestra Señora del Valle como Patrona de la Universidad de Oriente.                                            |
| 2008 | 7 de diciembre                | Torrencial aguacero desborda el río y se lleva las puertas de la iglesia de Nuestra Señora del Valle.                         |
| 2009 | 10 de noviembre               | Robo en el Museo Diocesano de la Virgen del Valle.                                                                            |
| 2011 | 27 de mayo-8 de diciembre     | Celebración del Centenario de la Coronación Canónica de la Virgen del Valle y recuperación de joyas robadas.                  |
| 2013 | 8 de septiembre               | Colocación de una nueva corona de oro a la Virgen del Valle.                                                                  |
| Fuentes: Armas Alfonzo, Alfredo; Armas, José; diócesis de Santo Tomás de Guayana; Consejero Lisboa; Deffitt Martínez, A. R.; Espinoza Prieto, Leopoldo; Gómez, Ángel Félix; Hernández Cedeño, Régulo Felipe; Hno. Nectario María; Narváez Alfonso, Heraclio; Otte, Enrique; Quijada de González, Esther; Subero, Efraín; Universidad de Oriente. |                               | |